# Galatasaray Istanbul/Saison 1920/21
Die Saison 1920/21 von Galatasaray Istanbul war die 15. Saison in der Vereinsgeschichte und die 5. Saison in der İstanbul Cuma Ligi. Der Klub beendete die Saison auf dem 2. Platz.

## Personalien

### Kader
| Nat.                   | Name                   |
| Torhüter               | Torhüter               |
| ---------------------- | ---------------------- |
| Osmanisches Reich 1844 | Adil Giray             |
| Abwehr                 |                        |
| Osmanisches Reich 1844 | Ahmet Cevat Baydar     |
| Osmanisches Reich 1844 | Kemalettin             |
| Osmanisches Reich 1844 | Nusret Toysal          |
| Osmanisches Reich 1844 | Hüseyin Ustrumcalı     |
| Mittelfeld             |                        |
| Osmanisches Reich 1844 | Nihat Bekdik           |
| Osmanisches Reich 1844 | Sabit Cinol            |
| Osmanisches Reich 1844 | Edip Ossa              |
| Osmanisches Reich 1844 | Fazıl Öziş             |
| Osmanisches Reich 1844 | Suat Subay             |
| Angriff                |                        |
| Osmanisches Reich 1844 | Burhan Atak            |
| Osmanisches Reich 1844 | Namık Canko            |
| Osmanisches Reich 1844 | Selahattin Doğan       |
| Osmanisches Reich 1844 | Necip Şahin Erson      |
| Osmanisches Reich 1844 | Sadi Karsan            |
| Osmanisches Reich 1844 | Sadi Kurt              |
| Osmanisches Reich 1844 | Adnan İbrahim Pirioğlu |
| Osmanisches Reich 1844 | Müçteba Remzi          |

## Saison
Alle Ergebnisse aus Sicht von Galatasaray Istanbul.
Die Tabelle listet alle İstanbul-Futbol-Ligi des Vereins der Saison 1920/21 auf. Siege sind grün, Unentschieden gelb und Niederlagen rot markiert.

### İstanbul Futbol Ligi
| ST | Datum             | Gegner                | Ergebnis |
| -- | ----------------- | --------------------- | -------- |
| 01 | 17. Dezember 1920 | Fenerbahçe Istanbul   | 1:4      |
| 02 | 7. Januar 1921    | Altınordu İdman Yurdu | 1:1      |
| 03 | 18. Februar 1921  | Süleymaniye           | 5:4      |
| 04 | 25. Februar 1921  | Anadolu               | 6:2      |
| 05 | 1. April 1921     | Fenerbahçe Istanbul   | 0:4      |
| 06 | 8. April 1921     | Altınordu İdman Yurdu | 2:0      |
| 07 | 29. April 1921    | Süleymaniye           | 5:1      |
| 08 | 13. Mai 1921      | Anadolu               | 0:2      |